# Kuan Yin
Guan Yin ou Kuan Yin (em chinês: 觀音; pinyin: Guānyīn; Wade-Giles: kuan-yin; em japonês: Kannon; em coreano: Gwan-eum; vietnamita: Quan Âm) é o bodisatva associado com a compaixão tal como é venerada pelos budistas da Ásia Oriental, geralmente na forma feminina. O nome Guanyin e uma abreviação de Guanshiyin  (觀世音; pinyin: Guānshìyīn; Wade-Giles: kuan-shih yin) que significa "Observar os Sons (ou Gritos) do Mundo".
Os fiéis de origem chinesa geralmente aceitam que Guanyin se originou com o Avalokiteśvara (अवलोकितेश्वर) sânscrito, sua forma masculina. Comumente conhecida nos idiomas ocidentais como Deusa da Misericórdia, Guanyin não é cultuada pelos taoistas chineses como um dos Oito Imortais; na mitologia taoista, no entanto, possui histórias relacionadas à sua origem que não são relacionadas diretamente a Avalokiteśvara.

## Kuan Yin em Diferentes Culturas
No budismo chinês, Kuan Yin, Guan Yin ou Guānyīn (觀音) representa a compaixão ou misericórdia de todos os Buddhas e tem sua simbologia advinda do bodhisattva Avalokiteshvara, em sânscrito Avalokiteśvara (अवलोकितेश्वर), divindade tradicionalmente masculina do budismo tibetano, que dá origem a várias representações asiáticas, e que chega à China com o budismo no ano de 67, sincretizando-se com divindades femininas locais. Mais tarde, no arquipélago das ilhas Filipinas, muito influenciado pela presença do catolicismo espanhol, passou a ganhar aspectos de Madona, embora sejam entidades completamente diferentes. Maria, a Mãe de Jesus, não é a mesma entidade que representa Kuan Yin. Em sua forma feminina, Kuan Yin está associada às características femininas da maternidade e proteção, mas na China e em vários países asiáticos de influência chinesa ela está ligadas milenarmente e de modo bastante forte à misericórdia e ao perdão. Já no Japão a mesma entidade, também com as características da misericórdia, é venerada como um ser masculino chamado Kanzeon Bosatsu ou em sua forma feminina/andrógena Kannon Bosatsu (観音菩薩).
No budismo tibetano recebe o nome Cherenzig, e, assim como Avalokiteśvara na Índia, tem características masculinas predominantes. Como se observa, a energia da entidade se adapta, na Ásia, às condições culturais de cada país. Nas últimas décadas, o culto à Deusa da Compaixão e do Perdão, a Mestra Ascensionada Kuan Yin, se espalhou por todas as Américas, pela Europa e também pela África, quase sempre em sua forma feminina. Trata-se de um ser associada a várias outros, pode ter origem em uma figura histórica, ou em várias com ideologias similares.

## A dança da Deusa da Misericórdia
O coreografo chinês Zhang Jigang criou uma apresentação de dança para permitir ao público contemplar a "Kuan Yin de Mil Braços". O canal de televisão "China Central" apresentou este espetáculo ao vivo como comemoração do Ano Novo Chinês (link para um trecho do vídeo nas "páginas externas").
A dança foi apresentada por 21 dançarinas surdas integrantes da "Companhia de Arte Performática Chinesa de Deficientes Físicos."
Posicionadas numa longa fila, as bailarinas conseguem dar aos espectadores a ilusão de que os movimentos de seus múltiplos braços e pernas pertencem à figura de uma única deusa.

### Nu-Kua ou Kuan Yin
Há cerca de seis ou sete mil anos havia um mito universal de que todos os seres eram provenientes do útero de uma Mãe Cósmica, tal mito da criação universal teve lugar durante uma fase informe do mundo, aonde nada podia ainda ser identificado. Inicialmente cultuada na Índia, como Kali, a Mãe Informe, recebeu depois o nome de Tiamat (Babilônia), Nu Kua (China), Temut (Egito), Têmis (Grécia pré-helênica) e Tehom (Síria e Canaã) --este último foi o termo usado mais tarde pelos escritores bíblicos para Abismo. As mais antigas noções de criação se originavam da ideia básica do nascimento, que consistia na única origem possível das coisas e esta condição prévia do caos primordial foi extraída diretamente da teoria arcaica de que o útero cheio de sangue era capaz de criar magicamente a prole. Acreditava-se que a partir do sangue divino do útero e através de um movimento, dança ou ritmo cardíaco, que agitasse este sangue, surgissem os "frutos", a própria maternidade. Essa é uma das razões pelas quais as danças das mulheres primitivas eram repletas em movimentos pélvicos e abdominais. Muitas tradições referiram o princípio do coração materno que detém todo o poder da criação. Este coração materno, "uma energia capaz de coagular o caos espumoso" organizou, separou e definiu os elementos que compõem e produzem o cosmos; a esta energia organizadora os gregos deram o nome de Diakosmos, a Determinação da Deusa. Os egípcios, nos hieroglifos, chamaram este coração de ab e os hebreus foram os primeiros a chamar de pai (ainda que masculinizassem, a ideia fundamental de família e continuidade da vida não era patriarcal).
O coração e o sangue definem um elo imanente a todos os seres que dele nasceram e uma ideia de coração oculto do universo que pulsa e mantém o ritmo de ciclos das estações, dos nascimentos, mortes, destinos. Este é o significado que está no Livro dos Mortos ou das Mutações. No mesmo sentido o livro chinês é denominado Livro das Mutações.
O nome chinês dado à Mãe Primordial e informe é Nu Kua, nome referido também entre os egípcios, gregos, mesopotâmicos e hindus. As referências a ela remontam há 2.500 a.C. e a imagem permanece venerada nas regiões setentrionais. Kuan Yin ou A Mulher é uma deusa dos casamentos e das mulheres em geral. O corpo original do I Ching chama-se (Oito Trigramas) e os sessenta e quatro hexagramas são denominados por kua, derivado linguístico de Mãe Primordial ou Nu Kua.